# 東京愚連隊
東京愚連隊（とうきょうぐれんたい）は、東京都を中心に活動しているプロレス法人プロダクション。

## 歴史

### 2000年
- 7月、メキシコで武者修行をしていたNOSAWAとKIKUZAWAがユニット「東京愚連隊」を結成。後にMAZADAが加入。

### 2001年
- 1月、KIKUZAWAが行方不明になる。
- 3月、メキシコでFUJITAが加入。
- 4月、FUZITAが渡米以降音信が途絶える。
- 7月、NOSAWAが試合をドタキャンして亀裂が生じたことにより解散。

### 2002年
- 4月、NOSAWAがMAZADAに謝って再始動。
- 5月、メキシコで武者修行をしていた新日本プロレスのTAKEMURAが加入。

### 2003年
- 10月、TAKEMURAが帰郷。

### 2004年
- 2月、NOSAWAとMAZADAが全日本プロレスに参戦。
- 5月、NOSAWAとMAZADAが新日本に参戦するもTAKEMURAと仲間割れ。
- 6月、NOSAWA、MAZADA、TAKEMURAが仲直りして全日本プロレスに参戦。
- 11月21日、10月31日にNOSAWAがカズ・ハヤシの保持する世界ジュニアヘビー級王座に挑戦表明した際、カズが「お前は論外だ」と拒絶されたのを機にNOSAWAがリングネームを「NOSAWA論外」に改名。

### 2005年
- 2月、NOSAWA論外とMAZADAが喧嘩して活動休止。
- 4月、アメリカでNOSAWA論外とKIKUZAWAがタッグを組んで一夜限りの復活を遂げる。
- 6月14日、全日本でNOSAWA論外とMAZADAが仲直りをして再結成。
- 7月26日、全日本で再び喧嘩したNOSAWA論外とMAZADAによる「負けたら即全日本追放マッチ」が行われてNOSAWA論外が敗れて全日本を追放された。
- 12月5日、8月から全日本に参戦していた覆面レスラー「スペース・論・ウルフ」が自らマスクを脱いで正体がN0SAWA論外であること明かす。

### 2006年
- 1月、NOSAWA論外が再び全日本に参戦。TAKEMURAが新日本を退団。
- 2月、TAKEMURAが合流。
- 8月、TAKEMURAが無我ワールドプロレスリングに入団。

### 2007年
- 5月6日、「ディファカップ」でNOSAWA論外、MAZADA、KIKUZAWA、FUJITA、TAKEMURAが一夜限りの再結成。
- 12月、TAKEMURAが無我を退団。

### 2008年
- 1月、TAKEMURAが全日本に参戦。
- 1月10日、東京愚連隊の法人プロダクション化を発表。フリーから晴れて所属選手となる。

### 2009年
- 3月18日、1月6日に肩を怪我して長期欠場（全治1年）になったTAKEMURAのためにNOSAWA論外が発起人となって「TAKEMURA AID」を開催。

### 2010年
- 4月15日、新木場1stRINGで東京愚連隊の旗揚げ戦「東京LOVE〜春の陣〜」を開催。
- 5月30日、NOSAWA論外が主戦場の全日本から撤退を表明してMAZADAが反発して東京愚連隊を離脱。してNOSAWA論外はノアに参戦、
- 6月20日、MAZADAは全日本に残ってヒールユニット「VOODOO-MURDERS」に加入。
- 6月26日、NOSAWA論外がプロレスリング・ノアに参戦。

### 2011年
- 2月20日、新日本に参戦中のNOSAWA論外が興行先の仙台で酔ったままタクシー盗難の容疑で逮捕。
- 2月22日、NOSAWA論外が謝罪会見を行って自身の活動自粛、東京愚連隊の活動自粛を発表。
- 5月30日、控室での暴行事件に対する全日本からの処分によりVOODOO-MURDERSが解散。MAZADAが日本での試合自粛。
- 6月25日、鈴木みのるのチャリティー興行でNOSAWA論外が復帰戦が行われた。
- 9月28日、NOSAWA論外とMAZADAと和解してKIKUZAWAとFUZITAを含めた4人で完全復活となる。
- 11月22日、上記の暴行事件でMAZADAが暴行罪で逮捕された。
- 12月13日、MAZADAが罰金20万円を支払って釈放された。
- 12月20日、MAZADAがファンの前で謝罪を行った。

### 2022年
- 12月20日、後楽園ホールで東京愚連隊の最終興行となるCyberFight主催「東京愚連隊興行×ザ・リーヴpresents TOKYO DREAM FINAL〜LAST FESTIVAL〜」を開催。

### 2023年
- 2月21日、ノアでNOSAWA論外の引退試合が行われた。

## タイトル
- 東京世界ヘビー級王座
- 東京世界タッグ王座
- 東京インターコンチネンタルタッグ王座

## 最終所属選手
- NOSAWA論外
- MAZADA
- FUJITA
- KIKUZAWA

## 歴代所属選手
- TAKEMURA